# Río Ajurián
El río Ajurián, también transliterado como Akhuriyan, Akhuryan o Akhouryan (en armenio: Ախուրյան; en turco: Arpaçay; en ruso: Арпачай o Ахурян) es un río asiático que discurre al sur del Cáucaso. Nace en Armenia y fluye hacia el sur desde el lago Tseli, a lo largo de la frontera con Turquía, formando parte de la geografía fronteriza entre ambos estados, hasta que desagua en el río Aras, por su lado izquierdo, en las cercanías de la ciudad armenia de Bagarán. El río Ajurián drena una cuenca de unos 9500 km² y tiene una longitud total de 186 km. El río nunca se interna en Turquía, siendo únicamente frontera internacional.
Gyumri, la segunda ciudad más poblada de Armenia, se encuentra en el lado este del río. El río también pasa frente a cuatro de las doce capitales históricas de Armenia: Ani, Bagarán, Yervandashat y Yerazgavórs.

## Puentes sobre el río Ajurián
Bastantes puentes de origen medieval existen sobre el río Ajurián. El puente que se encuentra en Ani se considera que puede datar de la Dinastía Bagratuni. Aunque de un modo más fidedigno se puede datar en el siglo XIII. Una inscripción encontrada en las cercanías indicaba que los trabajos de construcción se realizaron en las cercanías del puente en los primeros años del siglo XIV.
El puente con un solo arco había caído, manteniéndose solamente unos altos bloques de piedra que quizás en su momento fueron parte de la puerta fortificada. Los viajeros del siglo XIX hablaban de un guarda cercano al puente, pero en la actualidad ha desaparecido.

## Galería

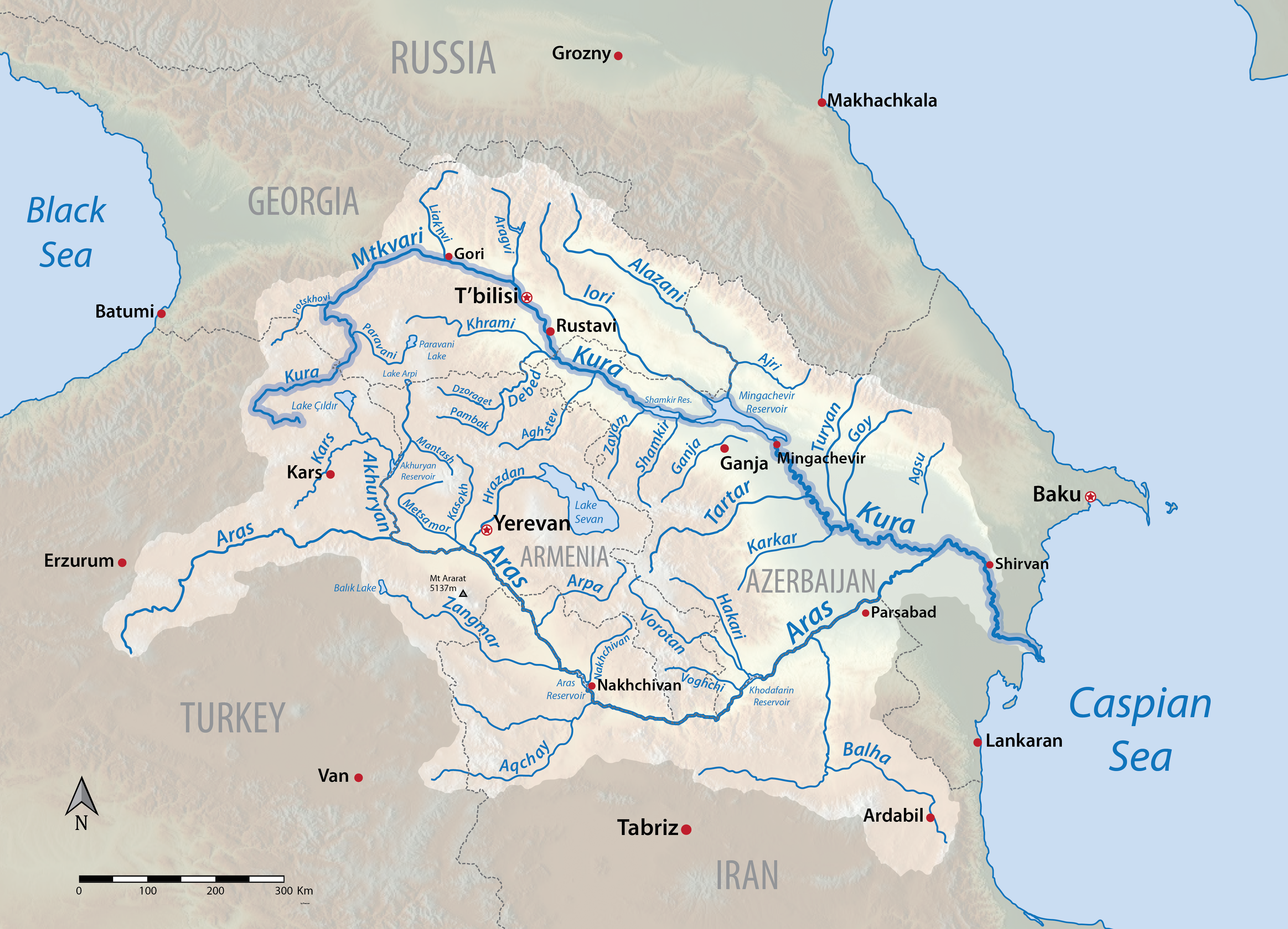
El Akhurian en la cuenca del Kurá
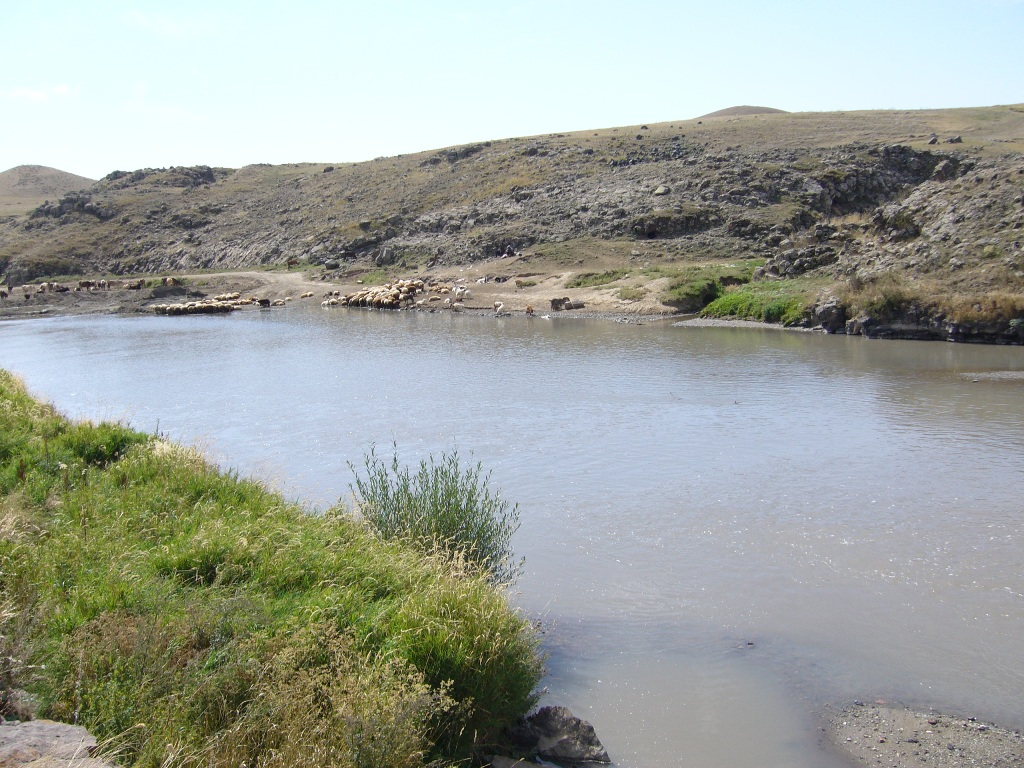
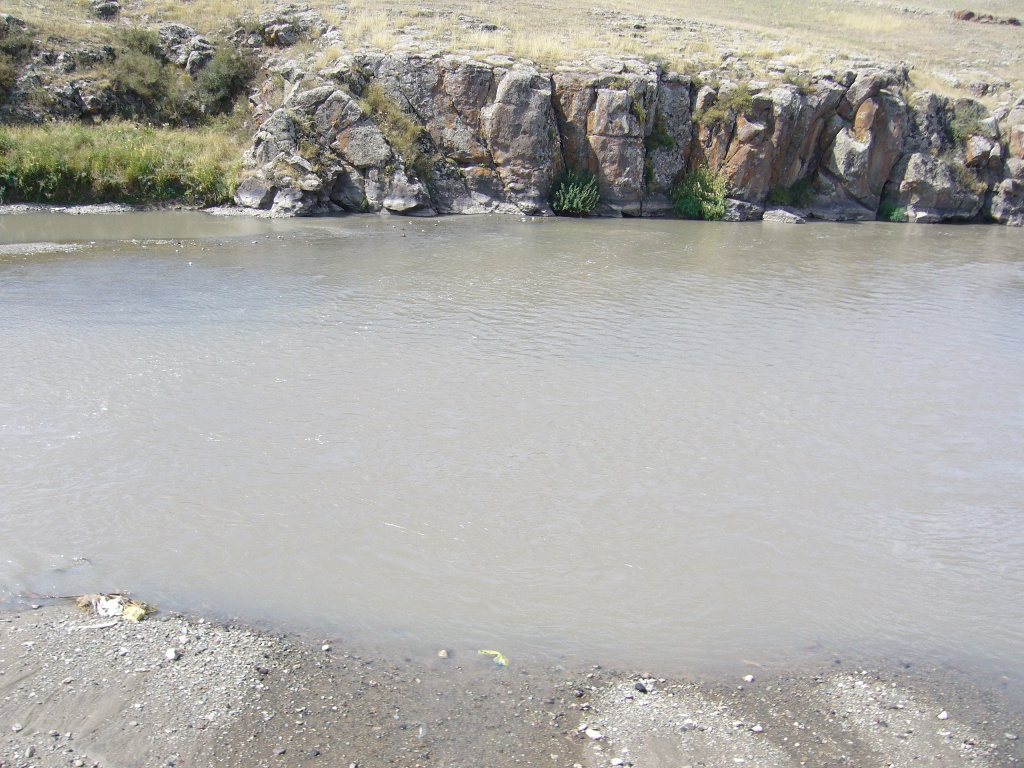